# Resi Hammerer
Resi Hammerer, född 18 februari 1925 i Hirschegg, död 14 juni 2010, var en österrikisk alpin skidåkare.
Hammerer blev olympisk bronsmedaljör i störtlopp vid vinterspelen 1948 i Sankt Moritz.